# Терранова-Саппо-Минулио
Терранова-Саппо-Минулио (итал. Terranova Sappo Minulio) — коммуна в Италии, расположена в области Калабрия, подчиняется административному центру  метропольный город Реджо-ди-Калабрия.
Население составляет 537 человек, плотность населения составляет 67 чел./км². Занимает площадь 8 км². Почтовый индекс — 89010. Телефонный код — 0966.
В коммуне особо почитаем животворящий Крест Господень, празднование 3 мая.